# 読み逃げ
読み逃げ（よみにげ）もしくは踏み逃げ（ふみにげ）とは、一般にSNSサービスにおけるユーザーの日記を読み、日記にコメントを残さないことである。

## 概要
mixiに代表されるSNSサービスには、日記機能があり、ユーザーが日記を書くことが出来る。また、その日記に対して日記を書いた本人や訪れたSNSメンバーがコメントが残せるようになっている。
そして訪問したものの、コメントを残さずに立ち去るユーザーもいる。SNSサービスでは、いつ、どのユーザーが訪ねたかの形跡が残るようになっており、形跡が残っているものの、コメントを残していない状態を「読み逃げ」と呼んでいる。
ユーザーの中には、読み逃げ行為による無用なトラブルを避けるために、自身のプロフィール中に「私は読み逃げを行うので、コメントをしないと気分を害する人は登録をご遠慮願います」などと一文断りを入れている者もいる。

## 言葉が生まれた背景
本来、日記とは個人的なものであるが、ブログやSNSにおけるそれはプライベート性が薄く、むしろ他者に読んでもらいユーザー同士が交流することの目的があるため、日記作成者側がコメントを記載して欲しいという気持ちや、読者も慣習的に日記にコメントを残すことが多いと言う認識から、ユーザー同士の間で、ある人の日記にコメントをしたのに、自分の日記には読んだままコメントをもらえないという不満が生じることになり、やがてこのような言葉が発生した。
しかし、ブログやSNSにおいて、他者の日記にかならずコメントを残さなければならないというルールはありえるわけがなく、当然規約にも記載されていない。日記を読む、読まない、また、コメントをする、しないは個人のまったく自由であり、そもそも不特定多数の人に読んで欲しくない文章を不特定多数の人が閲覧出来るように公開していること自体が誤りである。